# Flotte (Marine)
Der Begriff Flotte wird im Deutschen in zweierlei Bedeutung gebraucht: einerseits im Sinne von „Gruppe gemeinsam fahrender Schiffe; Schiffsverband, -konvoi“, zum anderen im Sinne von „Gesamtheit der Schiffe eines Staates, Marine“. Er wird sowohl für Handels- wie für Kriegsschiffe verwendet. 

## Zivile Flotten
Für Deutschland bestimmt Art. 27 Grundgesetz: „Alle deutschen Kauffahrteischiffe bilden eine einheitliche Handelsflotte.“ In einigen anderen Ländern wird zwischen der eigentlichen Handelsflotte, einer Forschungs- und einer Fischereiflotte unterschieden.
Auch in der passagierbefördernden Schifffahrt (auch als Fahrgastschifffahrt oder Personenschifffahrt bezeichnet) wird eine Gesamtheit von Fahrgastschiffen, Kreuzfahrtschiffen, Fähren usw. mitunter als Flotte bezeichnet, so zum Beispiel die Weißen Flotten.

## Militärische Flotten

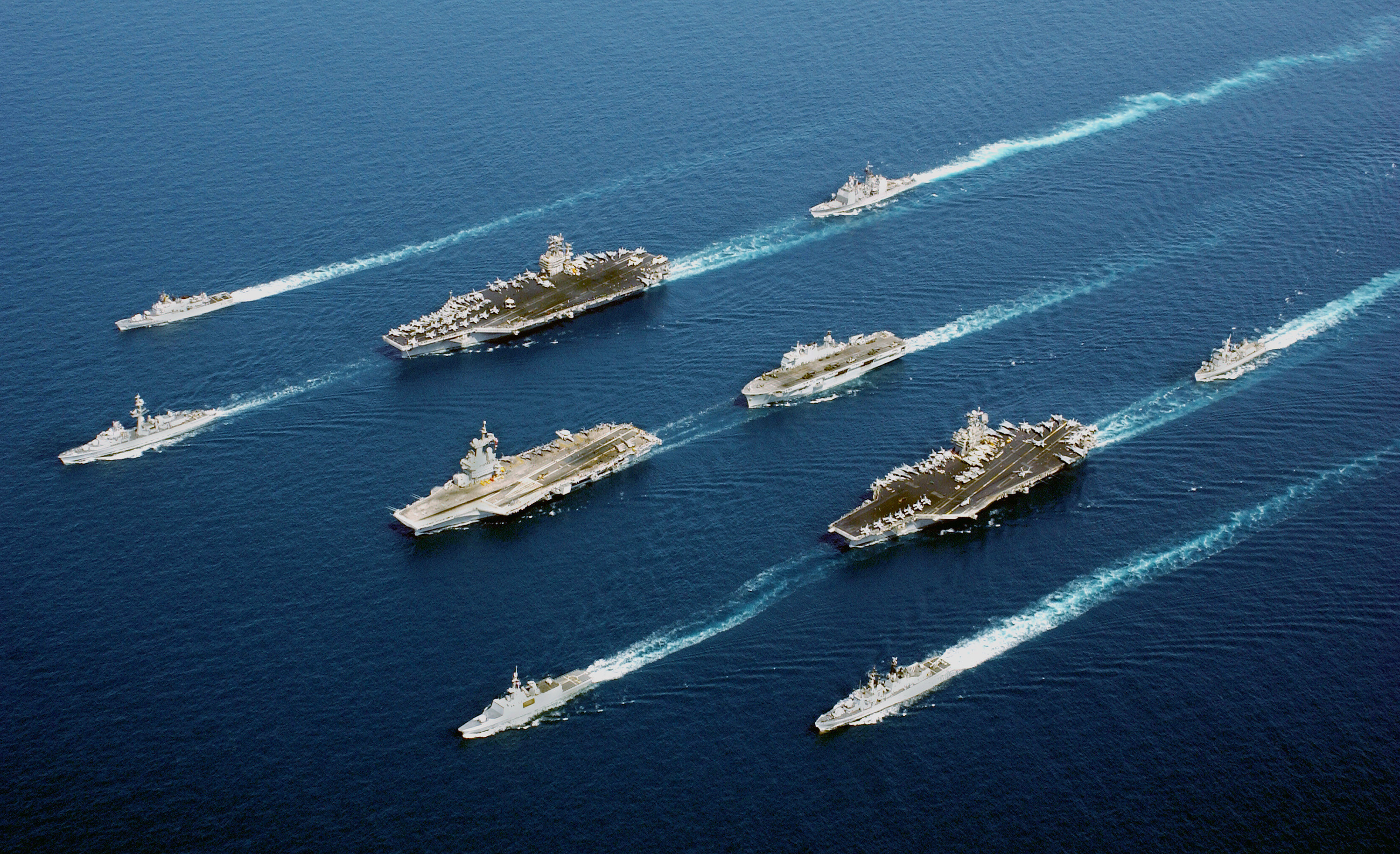
Militärische Flotte mit Schiffen verschiedener Länder im Golf von Oman

Im militärischen Sprachgebrauch kann der Begriff Flotte unterschiedlich definiert sein:
- Allgemeine Bezeichnung für die Marine eines Staates,
- Hauptteil der aktiven Kampfverbände einer Marine (häufigste Verwendung),
- Großverband innerhalb einer Marine;
- vereinzelt wurden Großverbände der Luftstreitkräfte als Luftflotten bezeichnet.

Flotten können sich weiter in Flottillen oder Geschwader unterteilen. Sie werden entweder von einem Flaggschiff oder einem Hauptquartier an Land geführt.

### Flotten in Deutschland
In den verschiedenen Phasen der deutschen Marinegeschichte wurde unter dem Begriff Flotte meist die Zusammenfassung der Großkampfeinheiten wie der Linienschiffe oder Schlachtschiffe verstanden, die gemeinsam im Gefecht eingesetzt werden sollten. Kleinere Einheiten unterstanden meist nicht der Flotte, sondern regionalen Marinebefehlshabern. In der Kaiserlichen Marine waren anfangs die meisten Schiffe im Winter deaktiviert, und nur im Sommer eines jeden Jahres wurde eine Übungsflotte aufgestellt. Erst zu Beginn des 20. Jahrhunderts entstand mit der Hochseeflotte eine ständige Flotte. In der Reichsmarine und der Kriegsmarine gab es einen Flottenchef, dem die großen Schiffe für den jeweiligen Einsatz unterstellt wurden.
In der deutschen Marine wurden die Kampf- und die meisten Unterstützungseinheiten der Marine in der Flotte zusammengefasst, die vom Befehlshaber der Flotte im Flottenkommando geführt wurde. Mit der Neuausrichtung der Bundeswehr wurden am 1. Oktober 2012 die höheren Kommandobehörden im Marinekommando zusammengefasst, das die wesentlichen Aufgaben des Flottenkommandos übernommen hat. Die Bezeichnung Flotte ist damit entfallen.
Zwischenzeitlich wurde dem Stellvertreter des Inspekteurs der Marine die Bezeichnung Befehlshaber der Flotte und Unterstützungskräfte verliehen, so dass es nunmehr einen Befehlshaber der Flotte im Marinekommando gibt.

### Flotten in den USA
Die US Navy unterscheidet zwischen administrativen und Einsatzflotten. Die administrativen Flotten sind die Atlantikflotte und die Pazifikflotte, die Einsatzflotten sind Seegebieten zugeordnet. Dies sind die:
- United States Second Fleet – Ostküste der USA und den Nordatlantik, Flotte wurde 2011 aufgelöst und 2018 mit der Zunahme von Spannungen mit Russland wieder gebildet
- United States Third Fleet  – Östlicher und Nördlicher Pazifik, inklusive der Beringsee, Alaska, die Aleuten und einem Sektor des Arktischen Ozeans, insgesamt fünf Millionen Quadratkilometer Seegebiet.
- United States Fourth Fleet – Karibische See, sowie Pazifik und Atlantik vor Süd- und Mittelamerika
- United States Fifth Fleet – Persischer Golf, Rotes Meer, Arabische See und Teile des Indischen Ozeans.
- United States Sixth Fleet – Mittelmeer und östlicher Atlantik
- United States Seventh Fleet – Pazifik
- United States Fleet Cyber Command/United States Tenth Fleet – Cyber-Kommando der U.S. Navy, führt alle Cyber-Kräfte der U.S. Navy weltweit.[4]

### Sowjetische und russische Flotten
Die Gliederung in vier Flotten geht auf die Kaiserlich Russische Marine zurück und wurde in der Sowjetischen Marine und der Russischen Marine übernommen:
- Baltische Flotte
- Schwarzmeerflotte
- Nordflotte
- Pazifikflotte